# Lei do Ventre Livre

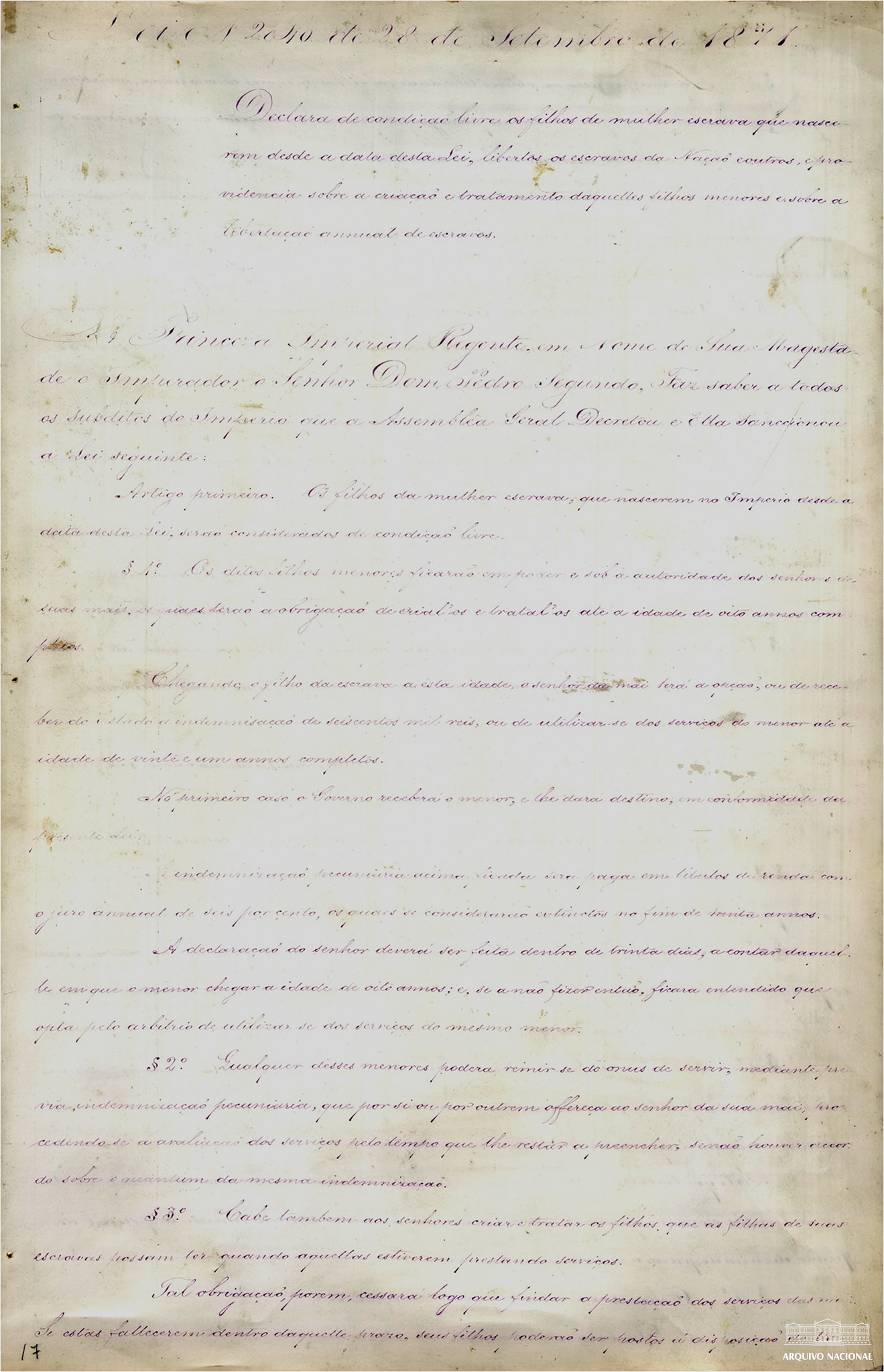
Prima pagina della Lei do Ventre Livre

La Lei do Ventre Livre (o "legge del ventre libero", Legge nº 2040/1871), anche nota come Lei Rio Branco (dal predicato nobiliare del Primo ministro pro tempore), è una legge presentata alla Camera dei Deputati il 12 maggio 1871, e promulgata il 28 settembre dello stesso anno. Per limitare la durata della schiavitù nel Brasile imperiale, la legge proponeva, a partire dalla data della sua promulgazione, di concedere la libertà ai figli nati da donne schiave nell'Impero del Brasile.

## Contesto storico

### Antecedenti
Il processo di sviluppo del capitalismo industriale determinò lo spostamento del centro economico globale dalla Penisola iberica alla Gran Bretagna. Il Portogallo presentava una bilancia commerciale svantaggiata verso l'Inghilterra, il che portò l'Impero a vivere nella dipendenza verso quest'ultimo Stato, condizione formalizzata nel trattato di Methuen (1703). Così tutto l'oro estratto dal Brasile, il cui sfruttamento era alla base del regime schiavista, e veniva portato in Portogallo per arricchire la madrepatria coloniale, non vi rimaneva. Questo perché tale ricchezza copriva solo il margine di deficit che la bilancia commerciale lusitana aveva nei confronti dei mercati inglesi.
La Gran Bretagna, leader del processo di industrializzazione, fu anche la principale forza delle trasformazioni economiche che si opponevano al sistema schiavista. Questo perché la fase della rivoluzione industriale che stava attraversando era incompatibile con la schiavitù. L'accumulazione capitalistica, la rivoluzione del sistema di produzione e dei mezzi di trasporto e la crescente divisione del lavoro causarono l'espansione del mercato internazionale, che rese impossibile il mantenimento del sistema coloniale tradizionale.
L'Inghilterra, che aveva abolito il commercio di esseri umani nel 1808 e la schiavitù nelle sue colonie nel 1833, iniziò a sostenere con forza la soppressione della tratta internazionale degli schiavi. Oltre che da considerazioni morali, gli inglesi erano motivati soprattutto da ragioni economiche. Le Antille britanniche avevano forti concorrenti nel commercio dello zucchero in Brasile e a Cuba. La privazione di manodopera schiava a basso costo per i piantatori delle colonie britanniche significava un forte svantaggio competitivo rispetto ai loro rivali, che motivò la lotta britannica per porre fine alla tratta degli schiavi e al regime schiavista nelle colonie americane.
Nel 1825 iniziarono le relazioni diplomatiche tra la Gran Bretagna e il Brasile come Stato indipendente. Questi negoziati portarono alla firma della Convenzione anglo-brasiliana contro la tratta degli schiavi nel 1826, che fu ratificata l'anno successivo. In questo modo, l'Impero si impegnava a estinguere la tratta degli schiavi entro tre anni dalla ratifica dell'accordo. Ciò significava che, dopo il 1830, la tratta degli schiavi era illegale e considerata pirateria. Così, nel 1831, fu promulgata la Legge di Reggenza del 7 novembre 1831. Conosciuta anche come Lei Feijó-Barbacena, dichiarava "liberi tutti gli schiavi provenienti dall'esterno dell'Impero" e imponeva "sanzioni agli importatori degli stessi schiavi".
Le autorità, tuttavia, chiusero un occhio sulla pirateria che facilitava la tratta degli schiavi. Tra il 1830 e il 1850, la tratta portò circa 700 000 africani negli engenho e nelle fattorie. Mentre il governo britannico criticava la costante trasgressione del trattato, i nazionalisti protestavano contro la firma della Convenzione. Secondo loro, l'interferenza britannica nel controllo delle navi negriere, segnata dall'approvazione dello Slave Trade Suppression Act ("legge per la repressione della tratta di schiavi") da parte del Parlamento inglese, era un attacco alla sovranità nazionale. Autorizzava le commissioni anglo-brasiliane a processare le navi negriere brasiliane che, se condannate, venivano messe al servizio della marina britannica o demolite. La legge divenne nota come Aberdeen Act ed entrò in vigore l'8 agosto 1845.
L'abolizione della schiavitù fu ritardata dal sistema delle piantagioni. Il lavoro degli schiavi era ancora un fattore fondamentale dell'economia brasiliana, il che rese il regime schiavista del Brasile il più longevo dell'America Latina. Negli anni Sessanta del XIX secolo, tuttavia, nacque un movimento emancipazionista che portò all'approvazione della Lei do Ventre Livre nel 1871. A determinare questo cambiamento politico fu il riconoscimento, soprattutto da parte delle alte autorità, che la schiavitù era un'istituzione screditata nel mondo occidentale, che richiedeva restrizioni significative per continuare a esistere.

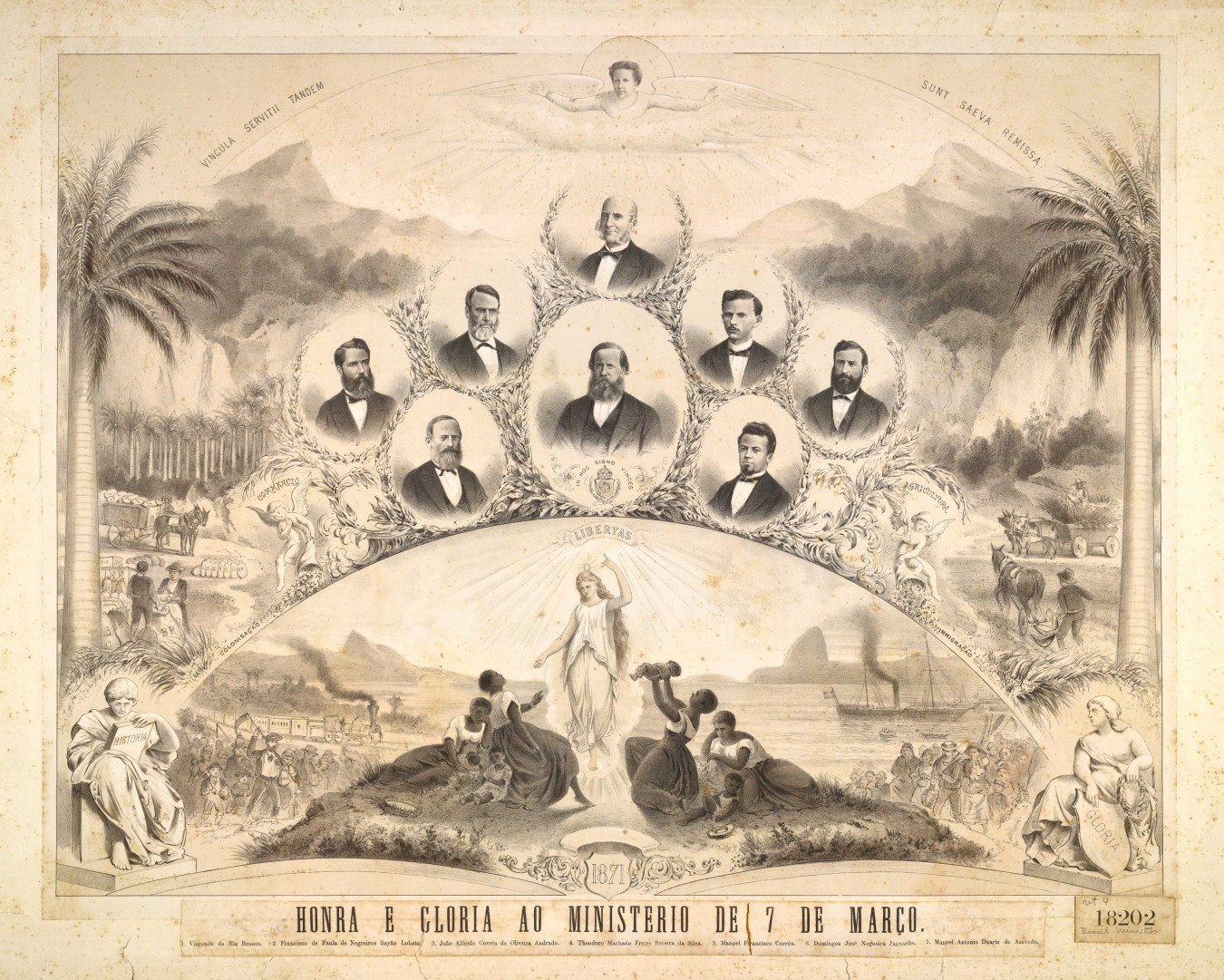
Illustrazione del Gabinetto Rio Branco che allude alla Lei do Ventre Livre

### Altri tentativi
La Lei do Ventre Livre non era il primo tentativo di liberare i bambini nati da schiavi nell'Impero brasiliano. Nel 1850, il deputato Silva Guimarães, del Ceará, aveva presentato una proposta di legge che avrebbe dichiarato liberi i nati da allora, vietando anche la separazione dei coniugi, una pratica consolidata sotto il regime schiavista. La proposta non passò alla Camera e, due anni dopo, Guimarães presentò un'altra proposta di legge simile, che ebbe la stessa sorte della prima.
Anche nel 1852, la Sociedade contra o Tráfico de Africanos e Promotora da Colonização e Civilização dos Indígenas aveva pubblicato un piano, denominato "Sistema di misure adottabili per la progressiva e totale estinzione del traffico e della schiavitù", che spiegava perché e come estinguere la tratta degli schiavi e la schiavitù in Brasile. Nel suo testo, poi, argomentava a favore della "libertà del ventre", ma a condizione che i giovani neo-liberti servissero il padrone fino ai 18 anni, per le donne, e ai 21, per gli uomini. Questo sarebbe stato come un'indennità per "spese, incomodi e pregiudizi risultanti dalla creazione" dei nati.
Tra il 1862 e il 1865, Guimarães presentò in Parlamento altre tre proposte di legge. Il primo progetto riguardava la proibizione della commercializzazione di schiavi "sotto la sala di contrattazione" e in esposizione pubblica, e della separazione di coniugi e figli minori di 15 anni. Nel 1864 pubblicò il secondo piano, che proibiva la proprietà di schiavi da parte del governo, dei cosiddetti schiavi della nazione e da parte della Chiesa. Inoltre, la impediva da parte degli stranieri provenienti da Paesi in cui la schiavitù era proibita. Il progetto numero tre vietava agli stranieri residenti nell'Impero l'acquisto e il possesso di schiavi. Anche se nessuna delle proposte fu approvata, l'anno successivo i frati benedettini anticiparono la legge e dichiararono liberi i bambini nati dopo il 3 maggio 1866.

## Il processo politico di emancipazione del grembo

Copertina della Lei do Ventre Livre Documento custodito dall'Archivio nazionale (Brasile)

Nel 1866 José Antônio Pimenta Bueno, visconte di São Vicente, presentò all'Imperatore cinque progetti per l'emancipazione degli schiavi. Discussi dal Consiglio di Stato, furono fusi in un solo testo, che avrebbe costituito la base della Lei do Ventre Livre. Tuttavia, la Guerra del Paraguay congelò e rallentò i passi del governo verso l'emancipazione. Con l'eccezione del divieto di vendita all'asta degli schiavi, che seguì nel 1869, non furono presi provvedimenti fino al 1870. Quell'anno fu istituita alla Camera una commissione per elaborare un progetto di legge sull'emancipazione della schiavitù.
La proposta risultante dalle deliberazioni della commissione nel 1870 servì come base per la legge presentata l'anno successivo. Nonostante le reazioni contrarie, il governo approvò la legge nel 1871, con modifiche che mettevano a rischio la libertà degli schiavi. La battaglia parlamentare metteva in luce una contraddizione fondamentale della società imperiale brasiliana. Se da un lato si riconosceva la volontà di abolire la schiavitù, dall'altro si riconoscevano i diritti connessi al problema e gli interessi dell'ordine pubblico: piantagioni e sicurezza. Questo ostacolo rallentò il processo di emancipazione.
In ogni caso, il 28 settembre 1871, il Senato approvò la legge n. 2040, già approvata dalla Camera dei Deputati. La Lei do Ventre Livre fu approvata sotto il gabinetto del visconte Rio Branco, José Maria da Silva Paranhos, il cui obiettivo era quello di consentire una transizione lenta e graduale in Brasile dal sistema della schiavitù a quello del lavoro libero, per non rompere bruscamente con gli interessi economici dei proprietari di schiavi.
La legge fu approvata dalla Camera  con 65 voti a favore e 45 contrari. La maggior parte dei voti contrari proveniva dai coltivatori di caffè di São Paulo, Minas Gerais e Rio de Janeiro.
Preceduta dall'Aberdeen Act e succeduta dalla Lei dos Sexagenários e dalla Lei Áurea, la Lei do Ventre Livre rappresenta il climax del periodo di "emancipazione dalla schiavitù". Dopo la sua promulgazione, iniziò il periodo di "abolizione della schiavitù", una differenza osservata dallo storico Evaristo de Morais; mentre il primo è caratterizzato dalla progressiva preparazione dello schiavo alla libertà, il secondo consiste nella fine immediata del sistema schiavistico.

### José Maria da Silva Paranhos, visconte di Rio Branco
Firmata dalla principessa Isabella nella sua prima reggenza, concomitante al primo viaggio di Pietro II in Europa, la legge fu promossa dal governo guidato da José Maria da Silva Paranhos, visconte di Rio Branco.
Politico, diplomatico e giornalista, nonché gran maestro massonico del Grande Oriente do Brasil, il visconte propugnò la Lei do Ventre Livre, per questo chiamata anche Lei Rio Branco. Nato nel 1819 nella capitania di Baía de Todos-os-Santos, Rio Branco entrò in politica negli anni 1840, divenendo Presidente del Consiglio dei ministri nel 1871.

## Discussioni sulla legge

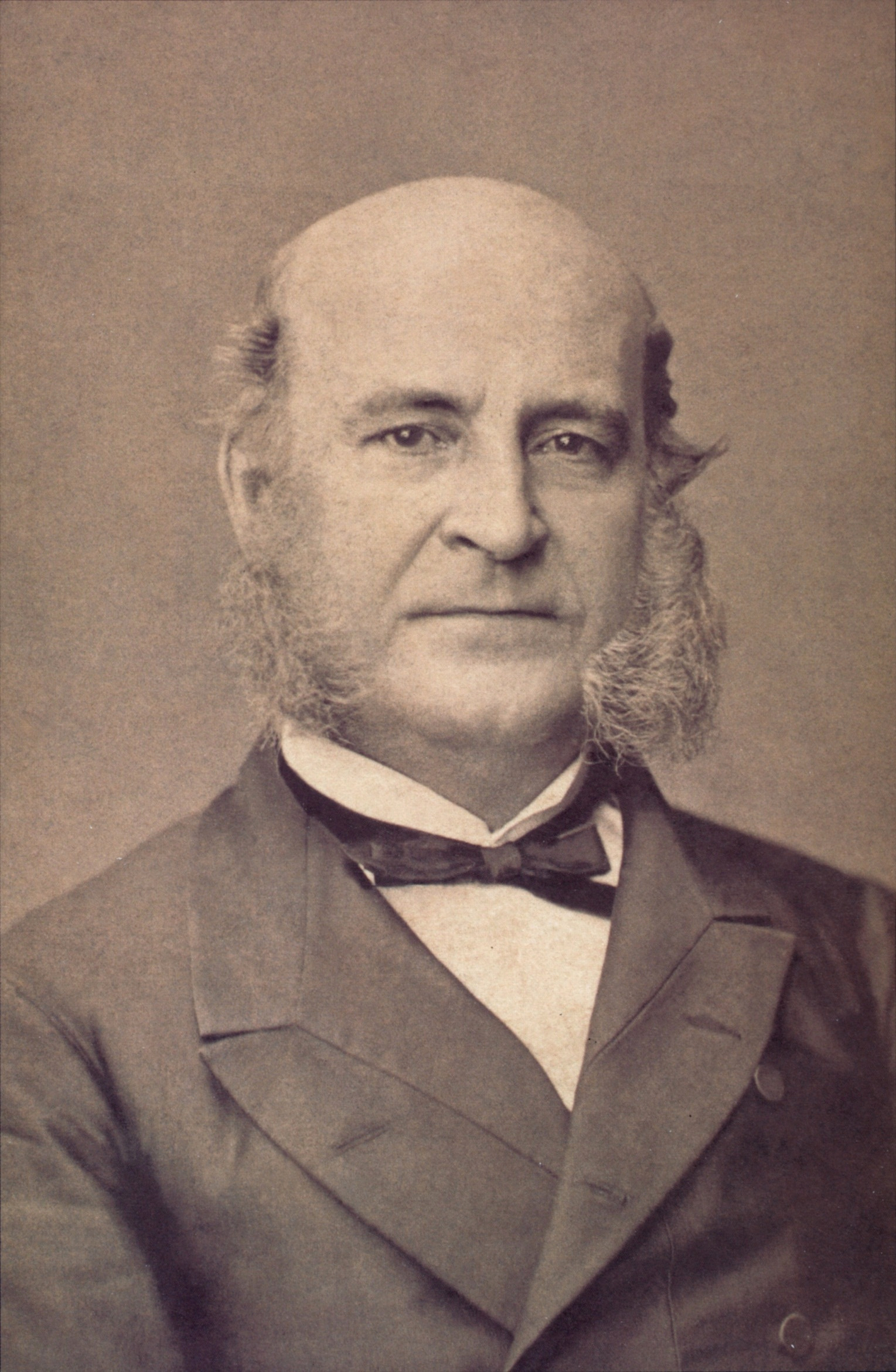
José Maria da Silva Paranhos, visconte di Rio Branco

La legge fu ampiamente criticata dal movimento abolizionista, poiché si sosteneva che non avrebbe risolto la questione della schiavitù. Le principali obiezioni sollevate erano che la legge:
- non proibiva il traffico interprovinciale;
- non stabiliva un prezzo massimo per la manomissione;
- non garantiva effettivamente il diritto al mantenimento della famiglia schiavizzata, poiché era vietata solo l'alienazione isolata dei membri della famiglia;
- Non abrogava la pena della fustigazione né la legge che imponeva la pena di morte agli schiavi;
- Non fissava un termine per l'estinzione della schiavitù, né offriva la libertà agli schiavi nati prima dell'approvazione della legge.[8]

Un discorso del deputato bahiano Jerônimo Sodré, preparato a Bahia e pronunciato il 5 marzo 1879 alla Camera dei Deputati, diede il via alle discussioni più accese sull'inefficacia della legge, definendola una riforma vergognosa e mutilata. Le sue argomentazioni furono accettate da Joaquim Nabuco, che continuò a discutere dell'emancipazione degli schiavi e di misure più incisive per una soluzione definitiva del problema. L'effervescenza politica generata dal dibattito, unita alle pressioni di altre personalità abolizioniste della società, come José do Patrocínio e Ângelo Agostini, portò alla Lei dos Sexagenários e successivamente alla Lei Áurea del 13 maggio 1888, che abolì la schiavitù.